# Бреннеке, Ганс Кристоф
Ганс Кристоф Бреннеке (нем. Hanns Christof Brennecke; род. 15 февраля 1947, Берлин) — немецкий протестантский историк церкви, профессор Эрлангенского университета.

## Биография
Родился в Берлине 15 февраля 1947 года.
Изучал протестантское богословие и церковную археологию в Берлинском (1965–1970) и Боннском (1970–1972) университетах. После сдачи богословских экзаменов в Бонне в 1972 году служил викарием Рейнландской региональной церкви и научным сотрудником в Боннском отделении Патристической комиссии (1973–1974).
С 1974 года работал ассистентом Луизы Абрамовски на кафедре ранней церковной истории теологического факультета Тюбингенского университета. В 1980 году получил докторскую степень, защитив диссертацию «Иларий Пуатье и епископская оппозиция Констанцию II: исследования третьей фазы арианского спора (337–361)» (нем. Hilarius von Poitiers und die Bischofsopposition gegen Konstantius II. Untersuchungen zur dritten Phase des arianischen Streites (337–361)).
В 1986 году за диссертацию «Исследования по истории гомеев: Восток до конца существования гомеевской императорской церкви» (нем. Studien zur Geschichte der Homöer. Der Osten bis zum Ende der homöischen Reichskirche habilitiert wurde) получил хабилитацию и до 1987 года занимал должность профессора христианской археологии в Гёттингене, затем стал профессором истории церкви в Гейдельбергском университете, а в 1989 году – заведующим кафедрой ранней истории церкви в Университете Эрланген-Нюрнберг.
В 1996 году он отклонил предложение о работе в Берлинском университете, а в 1997 году стал приглашённым профессором в Болонском университете; с 2000 года — внешний экзаменатор в Университетском колледже Макумира, Университете Тумаини в Танзании.
В 2000–2007 годах был вице-президентом Международной ассоциации отеческих исследований (Association Internationale d'Études Patristiques). С 2001 года — член Академии некоммерческих наук в Эрфурте, с 2011 года — член-корреспондент Гёттингенской академии наук.
Вышел на пенсию в 2013 году.